# Marshall Berman

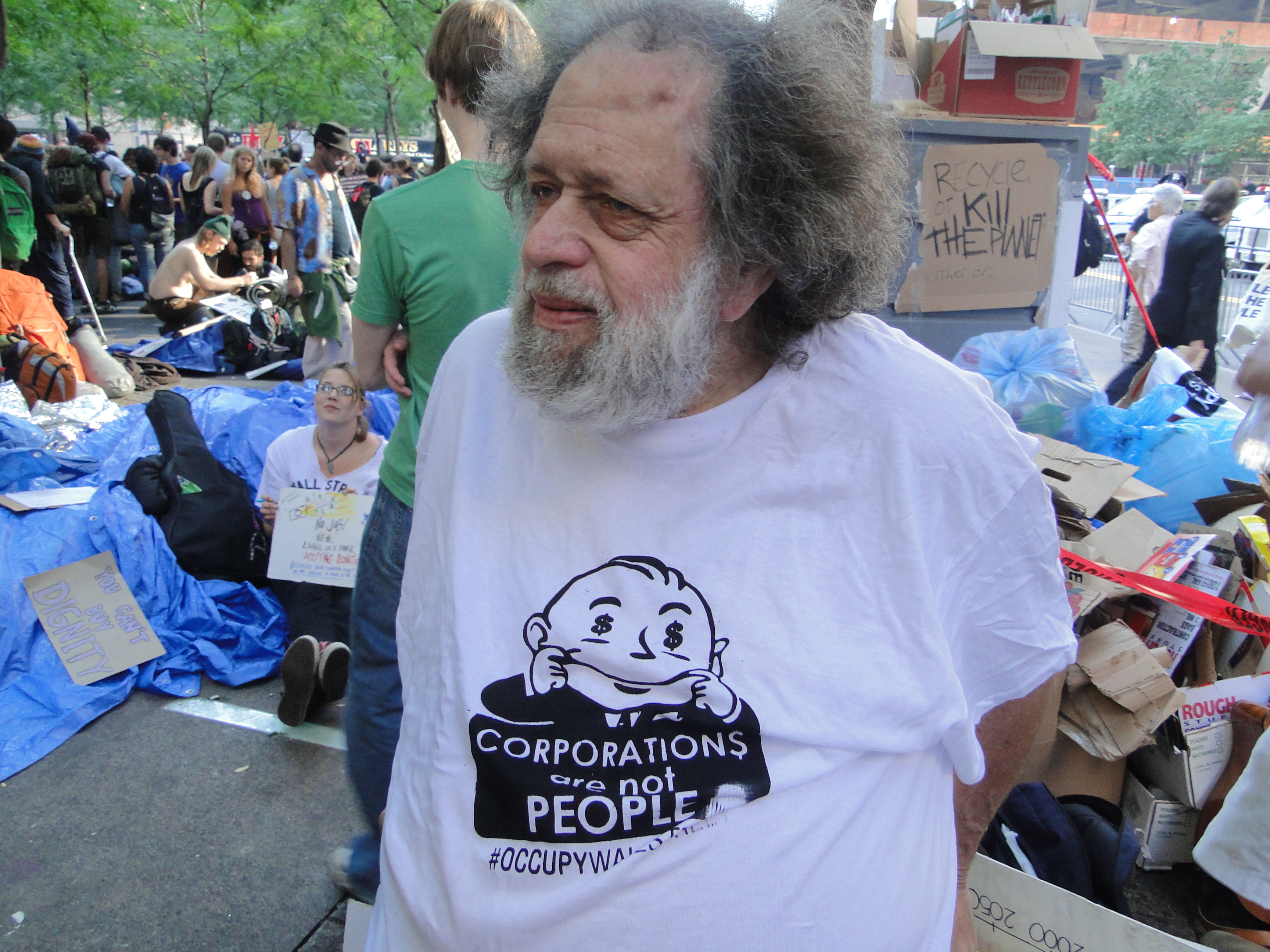
Marshall Berman bei Occupy Wallstreet (2011)

Marshall Howard Berman (* 24. November 1940 in South Bronx; † 11. September 2013 im Upper West Side) war ein US-amerikanischer Autor. Er lehrte Politikwissenschaften und Urbanistik am City College of New York und ist bekannt für seine Beiträge zum Marxistischen Humanismus.

## Biografisches
Berman wurde in den South Bronx geboren. Seine Eltern leiteten gemeinsam die Betmar Tag & Label Co – ein mittelständisches Textilunternehmen. Er ging auf die Bronx High School of Science und belegte an der Columbia University Kurse in Geschichtswissenschaft. In der dortigen Friedensbewegung zum Vietnamkrieg politisierte er sich und nahm an Demonstrationen der Students for a Democratic Society teil. Seine Bachelorarbeit in Literaturwissenschaften schrieb er bei Isaiah Berlin zum Marxistischen Begriff der Freiheit und des Individualismus. Zu seinem damaligen Umfeld zählten auch G. A. Cohen und Bertell Ollman. Seine Dissertation schrieb er 1967 in Harvard über Rousseau und Montesquieu. Er erweiterte die Dissertatione später zu seinem ersten Buch The Politics of Authenticity (1970). Berman trat seine erste und zeitlebens einzige akademische Tätigkeit als Professor der Politikwissenschaften und Urbanistik am City College of New York an.
Bermans fünfjähriger Sohn Marc verstarb 1980, als sich dessen Mutter mit dem Kind in dem Arm unter Drogeneinfluss aus dem Fenster ihrer Wohnung in der West End Avenue stürzte (sie überlebte). Sein Hauptwerk All That is Solid Melts into Air ist seinem Sohn gewidmet. Im Laufe der 1980er musste bei Marshall Berman ein Abszess im Hirn entfernt werden, wovon sichtbare Merkmale auf dessen Stirn zurückblieben. Er litt seitdem an Krämpfen und Schlafapnoe. Berman las viel in der Bibel und frequentierte als Agnostiker regelmäßig die Ansche Chesed Synagogue in Manhattan. Er starb am 11. September 2013 im St. Luke’s-Roosevelt Hospital Center an den Folgen eines Herzinfarktes.

## Werke
Berman fungierte als Herausgeber von Dissent und schrieb regelmäßig Beiträge für The Nation, The New York Times Book Review, den Bennington Review, den New Left Review, New Politics und den Village Voice Literary Supplement.
Monographien
- The Politics of Authenticity: Radical Individualism and the Emergence of Modern Society (1970) Reissued 2009 by Verso Press
- All That Is Solid Melts Into Air: The Experience of Modernity (1982)
- Adventures in Marxism (1999)
- On the Town: One Hundred Years of Spectacle in Times Square (2006)
- New York Calling: From Blackout to Bloomberg (2007), edited by Marshall Berman and Brian Berger.
- Introduction to The Communist Manifesto by Karl Marx, Penguin Books 2010

Berman wirkte in folgenden Dokumentarfilmen mit:
- 1999: New York: A Documentary Film. (Ausschnitt)
- 1888: The American Experience.
- 2010: Rubble Kings